# 3575 Анюта
3575 Анюта (1984 DU2, 1934 GN, 1948 LH, 1957 JH, 1957 JN, 1968 UH3, 1975 LC, 1976 SE10, 3575 Anyuta) — астероїд головного поясу, відкритий 26 лютого 1984 року.
Тіссеранів параметр щодо Юпітера — 3,322.